# Frontierland
Frontierland is een onderdeel van het Disneyland Park in Anaheim, het Magic Kingdom, Tokyo Disneyland (als Westernland), het Disneyland Park in Parijs en Hong Kong Disneyland (als Grizzly Gulch, sinds 2012) en is gethematiseerd naar het Wilde Westen en het leven aan de frontier.

## Beschrijving

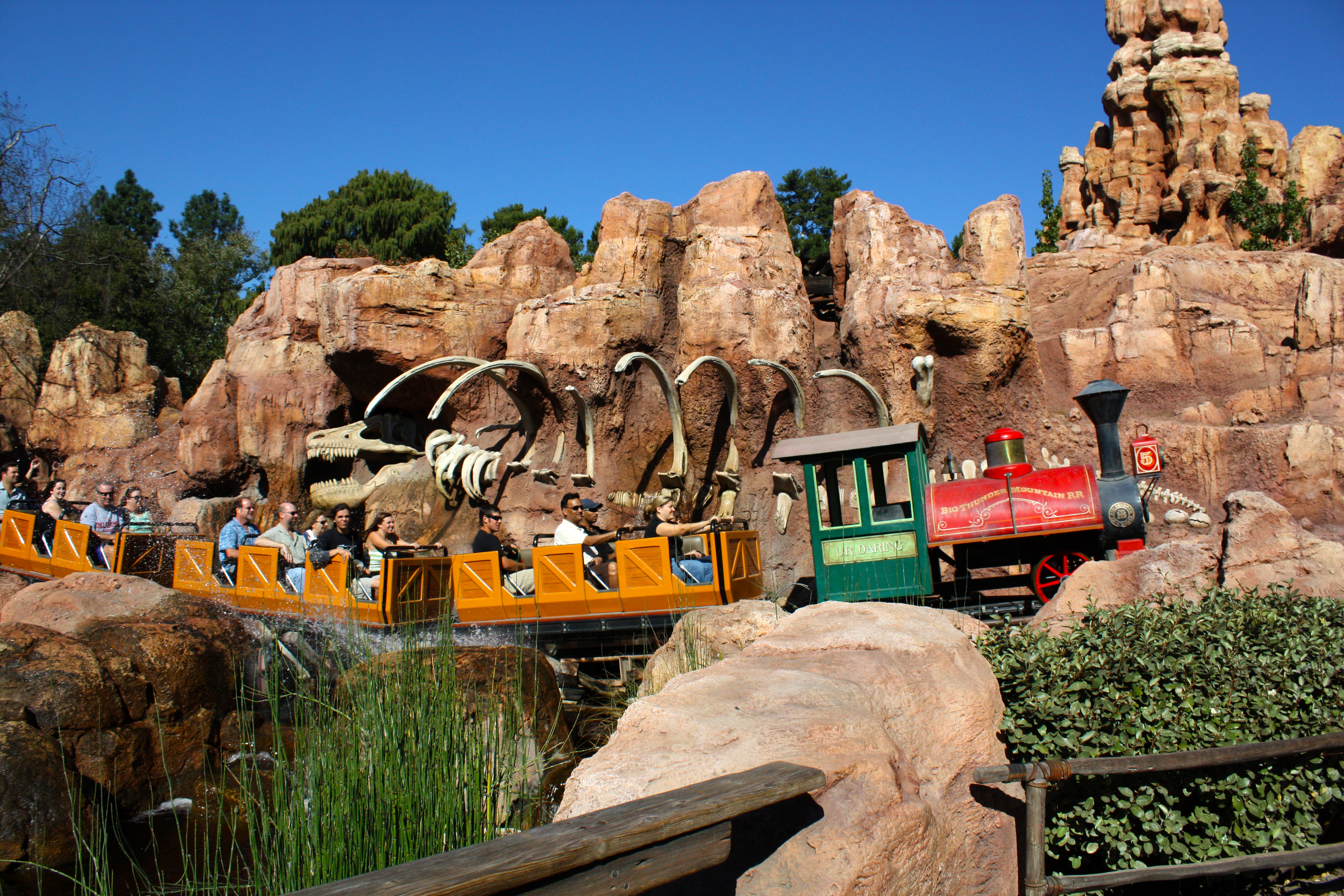
De Big Thunder Mountain Railroad in het Disneyland Park in Anaheim

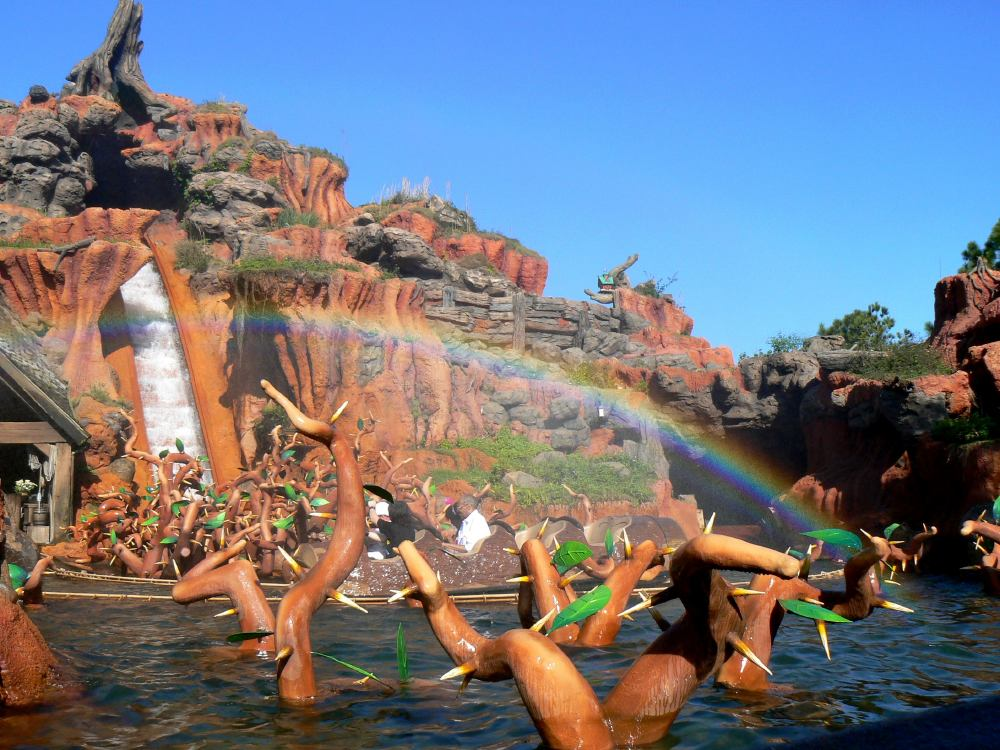
De Splash Mountain in het Magic Kingdom

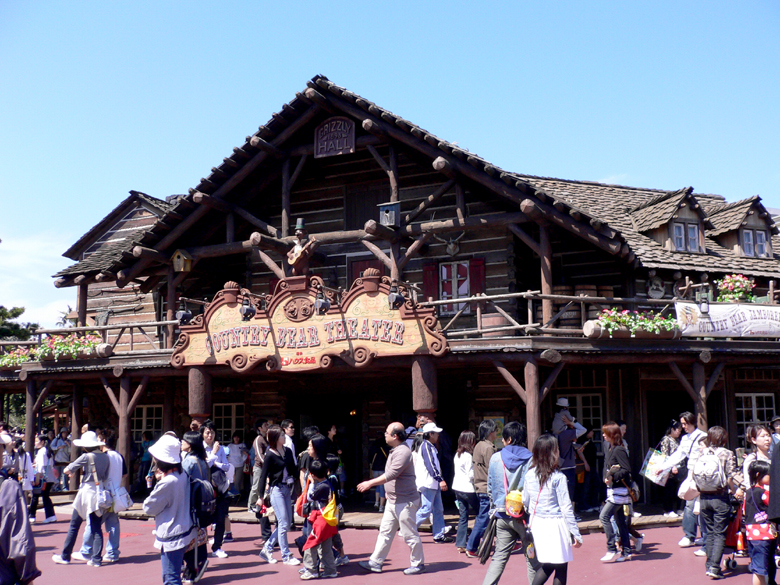
Het Country Bear Theater in Tokyo Disneyland

### Disneyland Park Anaheim
Frontierland verscheen voor het eerst in het Disneyland Park in Anaheim als een van de eerste vijf delen van het park. Het was een idee van Walt Disney zelf. Het gedeelte van het park bevatte toentertijd nog niet veel attracties, maar slechts simpele faciliteiten zoals ritjes op een ezel en wandelpaden. In 1960 kwam er een attractie met een treintje dat langs verschillende taferelen uit het Wilde Westen reed. Deze attractie sloot weer in 1977 om plaats te maken voor de Big Thunder Mountain Railroad, die opende in 1979.
De rivierbedding van de Rivers of America biedt plaats aan het publiek voor de avondshow in het park, Fantasmic!. De havens in de rivier bieden plaats aan de raderboten die op de Rivers of America varen, zoals de Mark Twain Riverboat. Het eiland in de Rivers of America, het zogenaamde Tom Sawyer's Island, wordt ook als onderdeel van Frontierland beschouwd.
De gebouwen in het parkdeel bevatten veel details. Boven op het dak van de Westward Ho Trading Co. zijn een aantal geweien van elanden en herten te vinden. Op dit soort winkels werd in het echte Wilde Westen altijd een gewei opgehangen, zodat cowboy's wisten waar ze hun waar moesten kopen. Er zijn ook de Load Bhang Co. Fireworks Factory en de Crockett and Russel Hat Co. te vinden, beiden twee winkeltjes. In de Crocket and Russel Hat Co. is een raam te zien met daarop de afdruk van de naam van Fess Parker, die Davy Crockett speelde in de Disney-film.
Frontierland grenst aan Fantasyland (middels de Big Thunder Trail), New Orleans Square en Adventureland. Het park is met de Central Plaza verbonden middels enkele poorten in de stijl van een fort zoals dat in het Wilde Westen werd gebouwd.
In het parkdeel in het Disneyland Park in Anaheim zijn de volgende faciliteiten te vinden:
| Attracties    | Big Thunder Mountain Railroad · Disneyland Railroad · Frontierland Shootin' Exposition · Mark Twain Riverboat · Pirate's Lair on Tom Sawyer Island · Sailing Ship Columbia |
| Entertainment | Fantasmic! |
| Restaurants   | The Golden Horseshoe · Rancho del Zocalo Restaurante · River Belle Terrace · Stage Door Café                                                                               |
| Winkels       | Pioneer Mercantile · Westward Ho Trading Company |

### Magic Kingdom
Ook het Walt Disney World Resort opende haar Magic Kingdom met een Frontierland. De versie in dit park had in het begin slechts drie attracties: de Davy Crockett's Explorer Canoes die tot 1994 in het park te vinden waren, de Country Bear Jamboree en het station van de trein van het park. Twee jaar na opening van het park opende Tom Sawyer's Island op een eiland in de Rivers of America. Er waren plannen om in de noordwestelijke hoek van het parkdeel een zogenaamde E-ticket-attractie te bouwen, een attractie van redelijk formaat, maar deze plannen zijn nooit doorgegaan. De hoek van het parkdeel bleef leeg totdat in 1980 de Big Thunder Mountain Railroad ook in het Magic Kingdom verscheen.
In 1990 werd begonnen met de bouw van Splash Mountain waarmee het westelijke deel van het park (op Big Thunder Mountain Railroad na) volledig werd omgebouwd, inclusief het station voor de trein. Splash Mountain werd geopend in 1992.
Frontierland in het Magic Kingdom grenst aan Adventureland en Liberty Square. Het is verbonden met de Central Plaza middels een houten poort.
In het parkdeel in het Magic Kingdom zijn de volgende faciliteiten te vinden:
| Attracties    | Big Thunder Mountain Railroad · Country Bear Jamboree · Frontierland Shootin' Arcade · Splash Mountain · Tom Sawyer Island · Walt Disney World Railroad |
| Entertainment | Geen entertainment |
| Restaurants   | Golden Oak Outpost · Pecos Bill Tall Tale Inn and Cafe · Westward Ho                                                                                    |
| Winkels       | Big Al's · Briar Patch · Frontier Trading Post · Prairie Outpost & Supply · Splashdown Photos                                                           |

### Tokyo Disneyland
Frontierland in Tokyo Disneyland staat bekend onder de naam Westernland, omdat het woord "frontier" geen precieze vertaling kent in het Japans. Dit parkdeel is vrijwel gelijk aan Frontierland in het Disneyland Park in Anaheim, op enkele kleine variaties in kleur, thematisatie en naamgeving voor gebouwen en attracties.
In het parkdeel in Tokyo Disneyland zijn de volgende faciliteiten te vinden:
| Attracties    | Big Thunder Mountain · Country Bear Theater · Mark Twain Riverboat · Tom Sawyer Island · Westernland Shootin' Gallery                             |
| Entertainment | Horseshoe Roundup · The Diamond Horseshoe Presents "Mickey & Company" · Super-Duper Jumpin Time                                                   |
| Restaurants   | The Canteen · Camp Woodchuck Kitchen · The Diamond Horseshoe · Chuck Wagon · Hungry Bear Restaurant · Plaza Pavilion Restaurant · Pecos Bill Cafe |
| Winkels       | Country Bear Bandwagon · Frontier Woodcraft · General Store · Happy Camper Supplies · Trading Post · Western Wear · Westernland Picture Parlour   |

### Disneyland Park Parijs
In het Disneyland Park in Parijs is Frontierland te vinden op de plaats waar in andere parken Adventureland te vinden is en is het tezamen met het park geopend in 1992. Niet zoals in andere Disney-parken, kent deze versie een volledig uitgewerkt doch niet officieel achtergrondverhaal voor het in het parkdeel te vinden stadje Thunder Mesa, dat is gesticht door Henry Ravenswood op zijn zoektocht naar goud in de Big Thunder Mountain. Het verhaal omvat ook enkele belangrijke attracties, zoals Phantom Manor en de Big Thunder Mountain Railroad. Deze versie van Frontierland is de grootste versie van alle parken, waarbij de Rivers of the Far West volledig binnen het parkdeel vallen. Het is tevens de enige versie waarin de Big Thunder Mountain Railroad op een eiland te vinden is.
Twee boten bevaren deze rivier, te weten de Molly Brown en de Mark Twain. Critter Coral was een oud deel van het parkdeel dat is omgebouwd naar de Woody Roundup, waar men de personages Woody en Jesse uit de Toy Story-films kan ontmoeten.
Ten tijde van Halloween wordt het parkdeel tijdelijk hernoemd naar Halloweenland, waarbij ter decoratie behoorlijk wat pompoenen en enge figuren te vinden zijn. In 2008 waren de figuren Jack Skellington en Sally uit de film Tim Burton's The Nightmare Before Christmas rondom Phantom Manor te vinden, twee figuren die nog nooit eerder in een Disney-park hadden rondgelopen.
Het parkdeel grenst aan Adventureland en Main Street, U.S.A., en is verbonden met de Central Plaza middels Fort Comstock, waarin de attractie Legends of the Wild West te vinden is.
In het parkdeel in het Disneyland Park in Parijs zijn de volgende faciliteiten te vinden:
| Attracties    | Big Thunder Mountain · Phantom Manor · Pocahontas Indian Village · Rustler Roundup Shootin' Gallery · Thunder Mesa Riverboat Landing  |
| Entertainment | The Lion King: Rhythms of the Pride Lands                                                                                             |
| Restaurants   | Cowboy Cookout Barbecue · Casa de Coco – Restaurante de Familia · Last Chance Café · Silver Spur Steakhouse · The Lucky Nugget Saloon |
| Winkels       | Big Thunder Photographer · Thunder Mesa Mercantile Building                                                                           |

### Hong Kong Disneyland
In het Hong Kong Disneyland is geen Frontierland te vinden. In 2012, zo zijn de plannen, komt er echter wel het parkdeel Grizzly Gulch bij, dat enigszins overeenkomt met het concept van Frontierland. Bezoekers kunnen er plaatsnemen in een ritje door de mijn in de Grizzly Peak, zoals die te vinden is in Disney California Adventure Park.
Het verhaal gaat dat op 8 augustus 1888 het stadje Grizzly Gulch werd gesticht, op de gelukkigste dag van de gelukkigste maand van het gelukkigste jaar, op een zoektocht naar goud. De laatste tijd worden de goudzoekers echter steeds vaker lastiggevallen door beren die de werkzaamheden van de Big Grizzly Mountain Mining Company ernstig verstoren.
In het parkdeel in Hong Kong Disneyland zijn de volgende faciliteiten te vinden:
| Attracties    | Big Grizzly Mountain Runaway Mine Cars · Geyser Gulch · Wild West Photo Fun |
| Entertainment | Geen entertainment                                                          |
| Restaurants   | Grizzly Gulch Popcorn Cart · Lucky Nugget Saloon                            |
| Winkels       | Bear Necessities                                                            |